# Aarhus K
Aarhus K er et brokvarter opstået i Aarhus i, på og omkring arealerne og bygningerne fra den tidligere Aarhus Godsbanegård og baneareal. Banedanmark har stadigt enkelte spor på området som benyttes af DSB, samt et trinbræt som udelukkende benyttes som station af kongehuset.
Bydelen strækker sig fra Thorvaldsensgade, Skovgaardsgade, Musikhuset, Åparken og CeresByen langs Godsbanen og ud til Aabrinken på hjørnet af Ringgaden og Søren Frichs Vej og tæller i alt 100.000 m². Området inkluderer også et stykke under Ringgadebroen.
Aarhus K består ud over boliger, erhverv og grønne områder af flere kulturelle institutioner hvoraf de største er Godsbanen og Institut for X. Godsbanen huser mange mindre institutioner såsom spillesteder, restauranter, skoler, åbne værksteder og eventhall, samt et teater. Eftersom hele området førhen blev sat i forbindelse med den tidligere Godsbanegård, bliver området ofte blot refereret til som Godsbanen selvom store dele ikke er en del af denne institution og er selvejede.
i 2019 fik Aarhus K sit eget fællesråd.
Aarhus Kommune har med tiden planer om at området skal vokse sig endnu større, men er ligesom Aarhus Ø en bydel i Midtbyen som tilhører Aarhus C og er ikke et selvstændigt postnummer.
- Aarhus K set fra Ringgadebroen
- På området ses mange boder og kulturelle arrangementer, og stemningen bliver ofte sammenlignet med Fristaden Christiania.
- I sommerhalvåret bliver udendørsområderne ofte brugt til større events, her Aarhus Volume, Maj 2019.
- Godsbanearealerne, med udsyn over Institut for (X) og Ringgadebroen
- Aarhus K, med "K" for kultur, kreativitet, kulturhistorie og knudepunkt.
- Aarhus K om aftenen.
- Graffiti, 2019.

## Navnet
I Aarhus K står K'et for kultur, kreativitet, kulturhistorie og
'knudepunkt for byliv og subkultur'